# Rare Earth
Rare Earth — американський рок-гурт утворений 1961 року в Детройті під назвою The Sunliners.
До складу гурту ввійшли: Гілберт Бріджс (Gilbert Bridges) — вокал, саксофон та Піт Рівера (Pete Rivera) — ударні, вокал. 1962 року до цього дуету приєднався Джон Парріш (John Parrish) — бас, а 1966 року Род Річардс (Rod Richards) — вокал, гітара та Кенні Джеймс (Kenny James) — клавішні.
Після періоду виступів у детройтських клубах, 1968 року The Sunliners уклали угоду з фірмою «Motown» та взяли собі за назву її нової філії «Rare Earth», яка спеціалізувалась на білих виконавцях прогресивного року. 1970 року Rare Earth здобули популярність завдяки рок-версії хіта The Temptations «Get Ready» яка потрапила до американського Тор-10. Проте сингл-версія цього твору була дуже скорочена, тому що в оригіналі композиція звучала майже двадцять хвилин і займала цілу сторону на дебютному лонгплеї. Музикантам вдалося продемонструвати своє вміння виконувати інструментальні мелодії, а того ж року успіх мала чергова кавер-версія хіта The Temptations «(І Know) I'm Losing You», a також авторські твори «Born To Wander» та «I Just Want To Celebrate». Однак, на жаль, успіх гурту супроводжувала серія персональних змін, що з часом вплинуло на кар'єру Rare Earth. 1971 року Річардса та Джеймса змінили Рей Монетт (Ray Monette) — гітара та Марк Олсон (Mark Olson) — клавішні, а новим ударником став Ед Гузмен (Ed Guzman).
Нові сингли мали успіх (хоча й значно менший), проте 1973 року гурт радикально змінив свій стиль. За умовами Нормана Вітфілда — продюсера високо оціненого альбому гурту «Ма», новим вокалістом Rare Earth став Пітер Хурлбік (Peter Hoorelbeke). Також до гурту приєднався басист Майк Ерсо (Mike Urso). Пізніше Хурлбіка змінив Джеррі Ла Кройкс (Jerry La Croix), відомий за роботами з гуртом Едгара Вінтера та Blood, Sweat & Tears, але подальші записи зазнали комерційних поразок, хоча кар'єра Rare Earth протрималась до початку 1980-х років.
1978 року екс-Rare Earth Гіл Бріджс, Пітер Хурлбік та Майк Ерс, взявши собі назву Hum, записали для фірми «Capitol» альбом «Hum». Наприкінці 1980-х Rare Earth нагадали про себе у такому складі: Гіл Бріджис, Рей Монетт, Ед Гузмен, Вейн Бейрекс (Wayne Baraks), Рік Ворнер (Rick Warner), Дін Боучер (Dean Boucher) та Ренді Бергдофф (Randy Burghdoff).
1990 року музиканти уклали угоду з фірмою Йена Левіна «Motor City» та зробили промоцію синглу зі старим твором The Supremes «Love Is Here & Now You've Gone».

## Дискографія
- 1969: Get Ready
- 1970: Ecology
- 1971: One World
- 1971: In Concert
- 1972: Willie Remembers
- 1973: Ma
- 1975: Back To Earth
- 1976: Midnight Lady
- 1977: Rare Earth
- 1978: Band Together
- 1978: Grand Slam
- 1991: Greatest Hits & Rare Classics
- 1991: Earth Tones — Essential
- 1993: Different World
- 1995: Anthology — The Best Of Rare Earth
- 1996: Rare Earth Featuring Peter Rivera
- 2001: Made in Switzerland (live)
- 2008: A Brand New World